# División de Honor Femenina de Balonmano
| Portal | Portal:Håndbold |

División de Honor Femenina de Balonmano er den øverste håndboldrække i spansk håndbold hos kvinder. Ligaen består af 12 hold, der således spiller et grundspil.

## Hold i sæsonen 2019-20
| Klubber                  | Lokalitet     |
| ------------------------ | ------------- |
| BM Salud Tenerife        | Tenerife      |
| Elche Mustang            | Elche         |
| Super Amara Bera Bera    | San Sebastián |
| Prosetecnisa Zuazo       | Baracaldo     |
| CB Atlético Guardés      | A Guarda      |
| BM Porriño               | Porriño       |
| BM Aula Cultural         | Valladolid    |
| Rocasa Gran Canaria ACE  | Telde         |
| Helvetia BM Alcobendas   | Alcobendas    |
| CBF Málaga Costa del Sol | Málaga        |
| BM Granollers            | Granollers    |
| BM La Calzada            | Gijón         |

## Vindere
| - 1953 Sección Femenina (Madrid) - 1954 Sección Femenina (Madrid) - 1955 Sección Femenina (Madrid) - 1961 Sección Femenina (Barcelona) - 1962 SH A Coruña - 1963 Medina Barcelona - 1964 Picadero - 1965 Picadero - 1966 Picadero - 1967 Picadero - 1968 Medina Valencia - 1969 Medina Valencia - 1970 Picadero - 1971 Atlético Madrid - 1972 Atlético Madrid - 1973 Medina Guipúzcoa - 1974 Medina Valencia - 1975 Medina Guipúzcoa - 1976 Atlético Madrid - 1977 Atlético Madrid - 1978 Atlético Madrid | - 1979 Medina-Íber Valencia - 1980 Íber Valencia - 1981 Íber Valencia - 1982 Íber Valencia - 1983 Íber Valencia - 1984 Íber Valencia - 1985 Íber Valencia - 1986 Íber Valencia - 1987 Íber Valencia - 1988 Íber Valencia - 1989 Íber Valencia - 1990 Íber Valencia - 1991 Íber Valencia - 1992 Íber Valencia - 1993 Mar Valencia - 1994 Mar Valencia - 1995 Mar Valencia - 1996 Mar Valencia - 1997 Mar Valencia - 1998 Mar Valencia - 1999 Elda | - 2000 Mar Valencia - 2001 Mar Valencia - 2002 Mar Valencia - 2003 Elda - 2004 Elda - 2005 Mar Valencia - 2006 Amadeo Tortajada - 2007 Amadeo Tortajada - 2008 Elda - 2009 Itxako - 2010 Itxako - 2011 Itxako - 2012 Itxako - 2013 Bera Bera - 2014 Bera Bera - 2015 Bera Bera - 2016 Bera Bera - 2017 Mecalia Atl. Guardés - 2018 Bera Bera - 2019 Rocasa Gran Canaria |